# Torneo de las Tres Naciones 1999
El Torneo de las Tres Naciones 1999 fue la tercera edición de la competencia anual hoy conocida como Rugby Championship.
Comenzó el 10 julio y finalizó el 28 de agosto, participaron las tres potencias del hemisferio sur: Australia, Nueva Zelanda y Sudáfrica. Los All Blacks ganaron el torneo y obtuvieron su tercer título.

## Modo de disputa
El torneo se disputó con el sistema de todos contra todos a dos series, de ida y vuelta. Cada partido dura 80 minutos divididos en dos partes de 40 minutos.
Los cuatro participantes se agrupan en una tabla general teniendo en cuenta los resultados de los partidos mediante un sistema de puntuación, la cual se reparte:
- 4 puntos por victoria.
- 2 puntos por empate.
- 0 puntos por derrota.

También se otorga punto bonus, ofensivo y defensivo:
- El punto bonus ofensivo se obtiene al marcar cuatro (4) o más tries.
- El punto bonus defensivo se obtiene al perder por una diferencia de hasta siete (7) puntos.

## Equipos participantes
| Australia | Nueva Zelanda | Sudáfrica  |
| --------- | ------------- | ---------- |
| Wallabies | All Blacks    | Springboks |

## Tabla de posiciones
| Posición | Equipos       | Partidos | Partidos | Partidos | Partidos | Puntos  | Puntos    | Puntos     | Bonus | Bonus | Puntos |
| Posición | Equipos       | PJ       | PG       | PE       | PP       | A favor | En contra | Diferencia | OF    | DF    | Puntos |
| -------- | ------------- | -------- | -------- | -------- | -------- | ------- | --------- | ---------- | ----- | ----- | ------ |
| 1        | Nueva Zelanda | 4        | 3        | 0        | 1        | 103     | 61        | +42        | 0     | 0     | 12     |
| 2        | Australia     | 4        | 2        | 0        | 2        | 84      | 57        | +27        | 1     | 1     | 10     |
| 3        | Sudáfrica     | 4        | 1        | 0        | 3        | 34      | 103       | −69        | 0     | 0     | 4      |

|  |                                      |
|  | Campeón del Rugby Championship 1999. |

## Resultados
BO: Punto de bonificación ofensivo.
BD: Punto de bonificación defensivo.
Primera fecha
| 10 de julio de 1999, 19:35 (UTC+12) | Nueva Zelanda                                                                 | 28 – 0 | Sudáfrica | Carisbrook, Dunedin                                        |                                                            |
|                                     | Tries Cullen Marshall Wilson Conversiones Brown Mehrtens Penales Mehrtens (3) |        |           | Asistencia: 42,000 espectadores Árbitro(s): Peter Marshall | Asistencia: 42,000 espectadores Árbitro(s): Peter Marshall |

Segunda fecha
| 17 de julio de 1999, 20:00 (UTC+10) | Australia                                                           | BO 32 – 6 | Sudáfrica                | Estadio Suncorp, Brisbane                                 |                                                           |
|                                     | Tries Roff (2) Horan Burke Conversiones Burke (3) Penales Burke (2) |           | Penales Van Straaten (2) | Asistencia: 31,677 espectadores Árbitro(s): Paddy O'Brien | Asistencia: 31,677 espectadores Árbitro(s): Paddy O'Brien |

Tercera fecha
| 24 de julio de 1999, 19:35 (UTC+12) | Nueva Zelanda                                             | 34 – 15 | Australia                                                 | Eden Park, Auckland                                     |                                                         |
|                                     | Tries Marshall Conversiones Mehrtens Penales Mehrtens (9) |         | Tries Gregan Herbert Conversiones Burke (3) Penales Burke | Asistencia: 50,000 espectadores Árbitro(s): Derek Bevan | Asistencia: 50,000 espectadores Árbitro(s): Derek Bevan |

Cuarta fecha
| 7 de agosto de 1999, 15:00 (UTC+02) | Sudáfrica                                                                | 18 – 34 | Nueva Zelanda                                      | Estadio Loftus Versfeld, Pretoria                       |                                                         |
|                                     | Tries Snyman Van der Westhuizen Conversiones Du Toit Penales Du Toit (2) |         | Tries Cullen (2) Penales Mehrtens (7) Drops Wilson | Asistencia: 51,000 espectadores Árbitro(s): Ed Morrison | Asistencia: 51,000 espectadores Árbitro(s): Ed Morrison |

Quinta fecha
| 14 de agosto de 1999, 15:00 (UTC+02) | Sudáfrica                                        | 10 – 9 BD | Australia         | Estadio Newlands, Ciudad del Cabo                       |                                                         |
|                                      | Tries Fleck Conversiones De Beer Penales De Beer |           | Penales Burke (3) | Asistencia: 48,000 espectadores Árbitro(s): Colin Hawke | Asistencia: 48,000 espectadores Árbitro(s): Colin Hawke |

Sexta fecha
| 28 de agosto de 1999, 20:00 (UTC+10) | Australia                                          | 28 – 7 | Nueva Zelanda                        | Estadio ANZ, Sídney                                      |                                                          |
|                                      | Tries Connors Conversiones Burke Penales Burke (7) |        | Tries Mehrtens Conversiones Mehrtens | Asistencia: 107,042 espectadores Árbitro(s): Jim Fleming | Asistencia: 107,042 espectadores Árbitro(s): Jim Fleming |